# 陳春暖
陳春暖（1964年3月9日—），中華民國政治人物、民主進步黨黨員。曾任第18屆苗栗縣議員，現任第20屆苗栗縣議員。

## 政治生涯
2009年開始參選苗栗縣第六選區（大湖、獅潭、卓蘭、泰安）議員，由於當時陳春暖並未加入民進黨，無政黨支援，故最後由小幅差距成為落選頭。
2014年由於當時太陽花學運發酵重創國民黨形象，而民進黨搭上順風車成功在本選區首次擁有議員，並且為最高票當選。
2018年由於選區席次因人口快速減少應選出名額減少一席，加上民進黨當年中央執政不利，又位於藍營優勢區，最終連任失利。
2022年3月，再度登記民進黨苗栗縣第六選舉區議員初選，由於為同額競選，故不需要辦理初選，成功獲黨中央提名，並且再度成為選區地區第一高票重回議會。

## 選舉紀錄
| 年度 | 選舉屆數               | 選舉區           | 所屬政黨   | 得票數 | 得票率 | 當選標記 | 備註         |
| ---- | ---------------------- | ---------------- | ---------- | ------ | ------ | -------- | ------------ |
| 2009 | 第十七屆苗栗縣議員選舉 | 苗栗縣第六選舉區 | 無黨籍     | 4,295  | 18.74% |          |              |
| 2014 | 第十八屆苗栗縣議員選舉 | 苗栗縣第六選舉區 | 民主進步黨 | 6,972  | 27.18% |          | 選區第一高票 |
| 2018 | 第十九屆苗栗縣議員選舉 | 苗栗縣第六選舉區 | 民主進步黨 | 6,413  | 27.27% |          |              |
| 2022 | 第二十屆苗栗縣議員選舉 | 苗栗縣第六選舉區 | 民主進步黨 | 5,604  | 26.01% |          | 選區第一高票 |

## 外部連結
- 陳春暖的Facebook專頁